# 母干撒
母干撒是馬六甲王朝第二位蘇丹，首任蘇丹拜里米蘇拉的兒子。母干撒作為第二位馬六甲蘇丹的地位歷來有爭議。
在2005年由東南亞研究所出版的著作《鄭和與東南亞》和王賡武教授在1968年出版的的論文《馬六甲首三位統治者》都提出了強烈的理由支持母干撒是馬六甲第二位蘇丹。這一事實在馬來西亞中學課本得到確認。
值得注意的是葡萄牙外交官皮萊資的著作《東方志》(Suma Oriental)和馬來紀年沒有詳細提到母干撒，但提到母干撒（拜里米蘇拉）統治馬六甲直到1424年。
早在1935年，理查德·温斯泰德爵士（Richard Olaf Winstedt）支持母干撒的存在。可是第二次世界大戰後當他讀到《東方志》的描述改變了立場。
母干撒皈依伊斯蘭教，使他跟古吉拉特和孟加拉的貿易商更容易建立關係網絡。
明史記載：「(永樂)十二年(1412年)，王子母干撒于的兒沙來朝，告其父訃。卽命襲封，賜金幣。嗣後，或連歲，或間歲入貢以為常。」

## 外部連結
明史卷三百二十五．傳第二百十三．外國六